# Fototeca Municipal de Sevilla
La Fototeca Municipal de Sevilla és un centre de recerca especialitzat en documentació gràfica depenent de l'Ajuntament de Sevilla.
Els inicis de la Fototeca Municipal de Sevilla es remunten a 1985 quan l'Ajuntament de la capital sevillana va comprar l'arxiu fotogràfic de la saga dels Serrano, una família de prestigiosos reporters gràfics, l'obra dels quals va ser publicada en la premsa local i, en menor mesura, en la nacional.
En els primers anys, la Fototeca vinculada a l'Hemeroteca Municipal, es va centrar en l'adquisició i valoració de la fotografia de premsa de Sevilla (arxius de “Gelán”, Sánchez del Pando, Serafín, Cataus i Vilches). Amb posterioritat, la Fototeca s'ha enriquit amb una varietat de fons que contribueixen a la conservació de la memòria gràfica de la ciutat: arxius de fotògrafs aficionats, arxius institucionals –com el de l'Alcaldia–, temàtics (com el taurí d'Arjona), personals o col·leccions privades. Les últimes adquisicions (una col·lecció de positius sobre Sevilla de diversos autors i l'arxiu Caparró), permeten ampliar la cronologia dels fons des de mitjan segle xix a l'actualitat. Des de l'any 2000 constitueix una unitat tècnica i funcional dins del Servei d'Arxiu, Hemeroteca i Publicacions.
Al costat de la conservació i descripció dels fons fotogràfics, la comunicació i difusió dels mateixos són unes altres de les funcions i objectius fonamentals de la Fototeca Municipal. El programa de difusió cultural s'ha materialitzat en nombroses publicacions, exposicions, col·laboracions en projectes i visites de centres educatius.